# OIO (album)
OIO – debiutancki album studyjny polskiej supergrupy OIO w składzie Young Igi, Otsochodzi i Oki.  Został wydany 7 maja 2021 przez wytwórnię 2020.
Album utrzymywany jest w stylu muzyki hip-hop. Składa się z wersji standardowej (1 CD).
Płyta zadebiutowała na 49. miejscu polskiej listy sprzedaży – OLiS. Album uzyskał certyfikat poczwórnej platynowej płyty sprzedając 120 000 kopii.
Nagrania były promowane singlami: „Moonwalk”, „WMTB”, „Przypadkiem”, „Worki w tłum” i „Amerykańskie teledyski”.

## Lista utworów
Opracowano na podstawie materiałów źródłowych:
Teksty do wszystkich utworów został napisane przez Oskara Kamińskiego, Igora Ośmiałowskiego i Miłosza Stępienia.
| #  | Utwór                  | Produkcja                             | Czas  |
| -- | ---------------------- | ------------------------------------- | ----- |
| 1  | Biggie                 | @atutowy, Michał Zych                 | 3:04  |
| 2  | Moonwalk               | @atutowy, Michał Zych                 | 3:16  |
| 3  | Podzielony             | @atutowy, Michał Zych                 | 3:19  |
| 4  | Jak to ma być          | @atutowy, Michał Zych                 | 2:59  |
| 5  | Potłuczone szkła       | @atutowy, Michał Zych, NoLyrics Beats | 2:37  |
| 6  | Amerykańskie teledyski | Kubi Producent, Michał Zych           | 3:18  |
| 7  | Morze Łez              | @atutowy, Michał Zych                 | 3:41  |
| 8  | Worki w tłum           | @atutowy, Michał Zych                 | 2:27  |
| 9  | MVP                    | Catchup, Sem0r, Michał Zych           | 2:29  |
| 10 | Przypadkiem            | Michał Anioł, Sem0r, ENZU             | 3:04  |
| 11 | 5 A.M.                 | @atutowy, Michał Zych                 | 3:05  |
| 12 | Transparentny          | @atutowy, Michał Zych                 | 3:18  |
| 13 | Trendsetting           | @atutowy, Michał Zych                 | 3:09  |
| 14 | WMTB                   | @atutowy, Michał Zych                 | 3:11  |
| 15 | Paleta barw            | SHDØW, Michał Zych                    | 2:54  |
|    |                        |                                       | 45:00 |

### Bonus tracks
Dostępne były w preorderze albumu.
| #  | Utwór               | Produkcja           | Czas |
| -- | ------------------- | ------------------- | ---- |
| 16 | Oczywiście Nie      | Zebra               | 3:16 |
| 17 | Oni Nie Zamkną Mnie | C–Wash, Michał Zych | 3:56 |

## Notowania

### Pozycje na listach tygodniowych
| Kraj   | Lista                    | Pozycja |
| ------ | ------------------------ | ------- |
| Polska | OLiS – albumy            | 49      |
| Polska | OLiS – albumy w streamie | 18      |

## Certyfikaty i sprzedaż
| Kraj          | Certyfikat                | Sprzedaż | Data              |
| ------------- | ------------------------- | -------- | ----------------- |
| Polska (ZPAV) | poczwórna platynowa płyta | 120 000+ | 27 listopada 2024 |
| Polska (ZPAV) | potrójna platynowa płyta  | 90 000+  | 5 kwietnia 2023   |
| Polska (ZPAV) | podwójna platynowa płyta  | 60 000+  | 24 listopada 2021 |
| Polska (ZPAV) | platynowa płyta           | 30 000+  | 11 sierpnia 2021  |
| Polska (ZPAV) | złota płyta               | 15 000+  | 23 czerwca 2021   |